# Sabel János
Sabel János (Eitorf, 1875. augusztus 4. – Sérc, 1932. január 24.) német származású pap, magyar politikus, nemzetgyűlési képviselő.

## Életpályája
Az elemi iskolát szülővárosában, a középiskolát Bouersban és Antwerpenben végezte el. Münchenben, Bonnban és Münsterben teológiát, Innsbruckban filozófiát végzett; német nyelvből tanári oklevelet kapott. 1902. május 22-én pappá szentelték. Ezután kollégiumi tanár lett. 1907-ben került Magyarországra. Mosonszentjánoson, majd 1908-tól Sopronban a Szent Mihály-templom káptalanja és az orsolyiták hittanára volt. 1910-ben Sopronban a Westungarisches Volksblatt segédszerkesztője lett. 1915-ben Lajtaújfalu plébánosa lett. 1920–1922 között a Keresztény Nemzeti Egyesülés Pártja programjával a kismartoni kerület nemzetgyűlési képviselője volt.